# Fin de mes
Fin de mes es una película en blanco y negro de Argentina dirigida por Enrique Cahen Salaberry sobre el guion de Ariel Cortazzo según la obra teatral de Paola Riccora que se estrenó el 22 de enero de 1953 y que tuvo como protagonistas a Narciso Ibáñez Menta, Paola Loew, Héctor Calcaño y Ana Arneodo.

## Sinopsis
El conformismo aplastante de un cajero de banco que no tiene un centavo toma un giro inesperado cuando se aparta de su honesta rutina.

## Reparto
- Narciso Ibáñez Menta
- Paola Loew
- Héctor Calcaño
- Ana Arneodo
- Alberto Berco
- Ubaldo Martínez
- Jesús Pampín
- Gloria Ferrandiz
- Maurice Jouvet
- Carlos Enríquez
- José Cicarelli
- Rafael Diserio
- Carlos Cotto
- Cayetano Biondo
- Félix Tortorelli
- Antonio Provitilo
- Osvaldo Moreno
- Rosita Leporace
- Duilio Marzio

## Comentario
Para Manrupe y Portela la película es una:

”Fábula intrascendente, actuada con solemnidad irritante.”